# Zündungsplus
Zündungsplus oder geschaltetes Plus ist ein Ausdruck aus der Kraftfahrzeug-Elektrotechnik und bezeichnet den mit dem Zündschloss geschalteten elektrischen Pluspol einer Fahrzeugbatterie. Manche Hersteller bezeichnen die geschalteten Kontakte mit Zündungsplus als Klemme 15.

## Verwendung des Zündungsplus

Zündanlassschalter vierstufig mit Klemmenbezeichnungen. Details siehe auch Artikel Zündschloss.

Ursprünglich hat Zündungsplus ausschließlich die namensgebende Zündanlage mit elektrischen Strom versorgt. Diese ist erforderlich, damit der Benzinmotor einen Funken erhält, der die Verbrennung des Kraftstoff-Luft-Gemisch einleitet. Zum Ausstellen des Motors wird die Zündung ausgeschaltet.
Im Laufe der Jahre sind immer weitere elektrische Verbraucher hinzugekommen. Diejenigen, die nur im Betrieb benötigt werden, sind bei vielen Fahrzeugherstellern an Zündungsplus angeschlossen. Beispiele sind Zigarettenanzünder, Autoradio, Fahrlicht, elektrische Fensterheber und viele weitere.  Wären sie hingegen an Dauerplus angeschlossen, könnten sie permanent Strom verbrauchen und die Starterbatterie entladen. Auch bei Dieselfahrzeugen, die keine Zündanlage besitzen, spricht man umgangssprachlich von Zündungsplus; gemeint ist damit der Strom, der bei halb gedrehtem Startschloss fließt.
Verbraucher, die auch bei abgestelltem Motor funktionieren müssen, wie zum Beispiel das Stand- oder Parklicht, sind hingegen an Dauerplus angeschlossen.
Einige Fahrzeuge besitzen eine zusätzliche Position am Zündschloss, die bestimmte Verbraucher einschaltet, zum Beispiel Fensterheber und das Radio.
Bei modernen Fahrzeugen, die kein Zündschloss und damit keine Zündstellung des Schlüssels haben, gibt es kein Zündungsplus in diesem Sinne. Die zahlreichen elektrischen Verbraucher werden in Abhängigkeit von diversen Betriebszuständen versorgt. So werden bei manchen Autos die Fensterheber versorgt, wenn der Motor läuft oder die entsprechende Tür geöffnet ist. Manche Verbraucher werden mit zeitlicher Verzögerung ein- oder ausgeschaltet.
Der Begriff "Zündungsplus" (auch "Ladeplus" genannt) findet auch bei der Stromversorgung von Anhängern Verwendung. Nach der Anschlussnorm ISO 11446 ist PIN 10 der 13-poligen Anhängersteckdose mit „Zündungsplus“ zu belegen. Über Zündungsplus werden Verbraucher mit hoher Leistungsaufnahme wie z. B. Kühlschränke in Wohnwagen angeschlossen.
Bei einigen wenigen Fahrzeugen ist der Pluspol der Batterie mit der Karosserie verbunden, sodass Minus geschaltet wird und man daher von Zündungsminus sprechen muss.

## Fachliteratur

### Fachbücher
- Rudolf Hüppen, Dipl.-Ing. Dieter Korp: Autoelektrik alle Typen. Motorbuchverlag, Stuttgart, ISBN 3-87943-059-4

### Fachbroschüren
- Bosch: Technische Unterrichtung Schaltzeichen und Schaltpläne der Kraftfahrzeugelektrik. Robert Bosch GmbH, Stuttgart, VDT-UBE 001/10